# مارک کر (ورزشکار)
مارک کر (انگلیسی: Mark Kerr؛ زادهٔ ۲۱ دسامبر ۱۹۶۸) ورزشکار هنرهای رزمی ترکیبی و کشتی‌گیر اهل ایالات متحده آمریکا است.